# Rathaus Vogtendorf (Kronach)

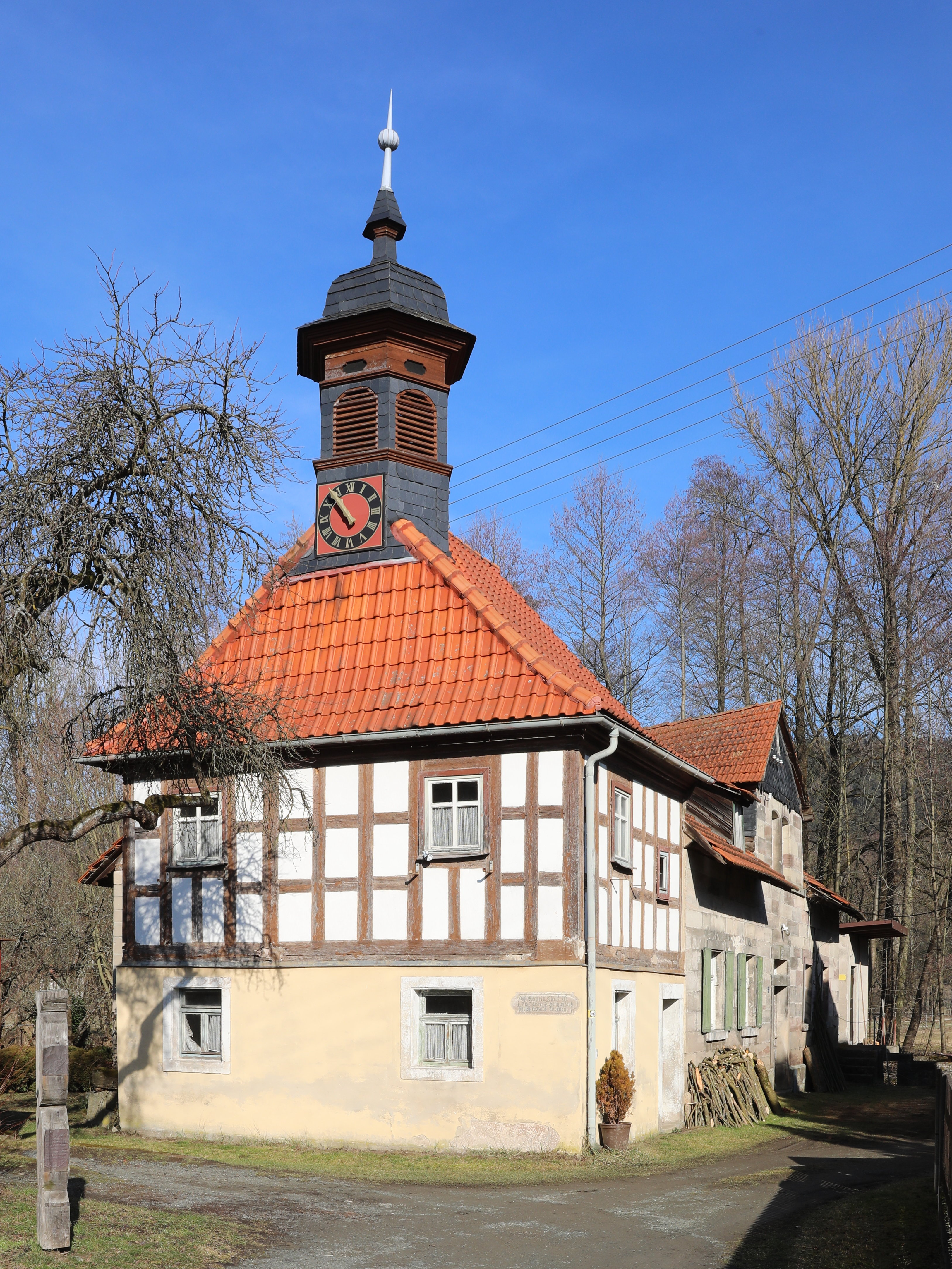
Ehemaliges Rathaus in Vogtendorf

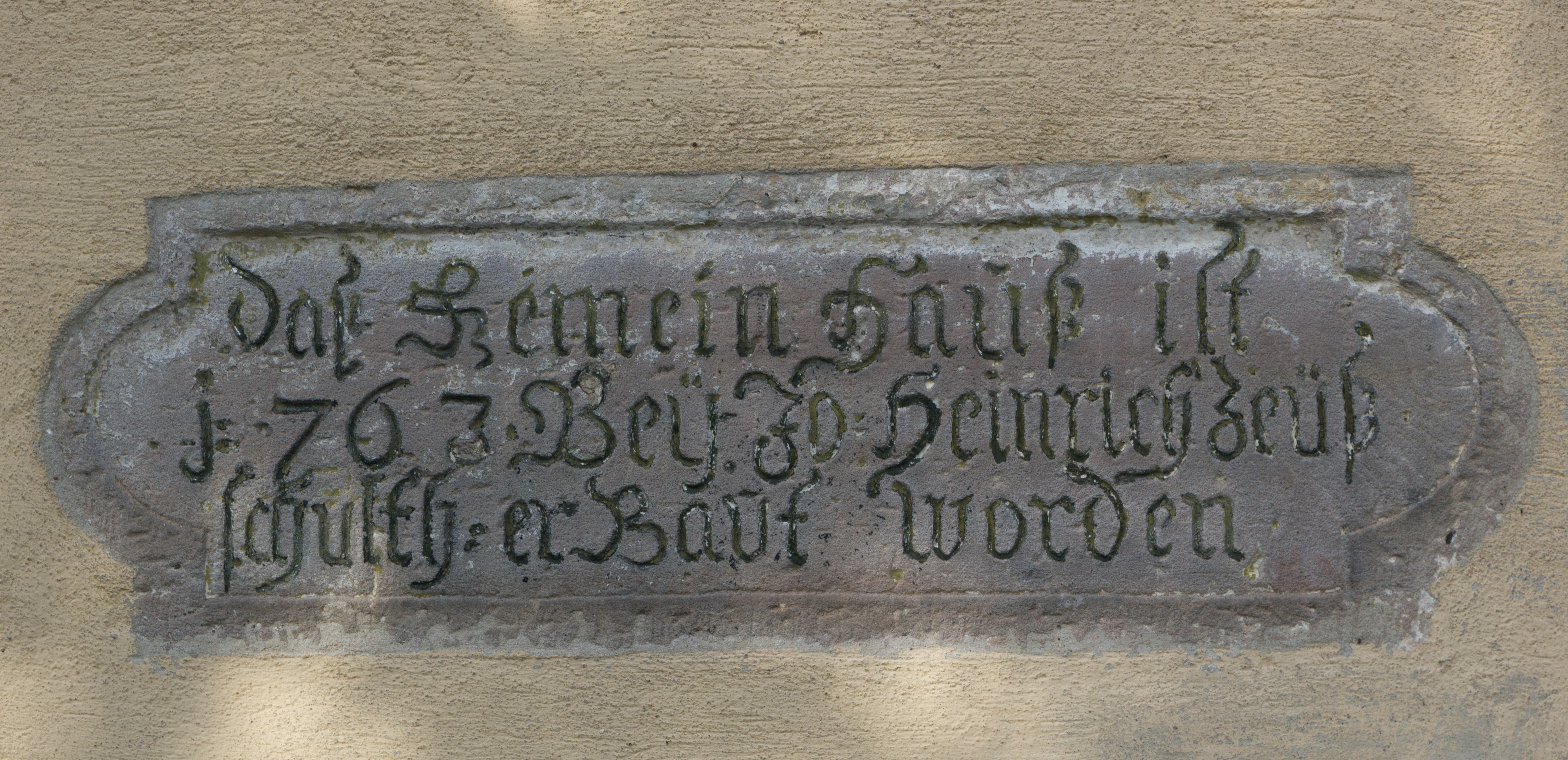
Bauinschrift

Das Rathaus in Vogtendorf, einem Gemeindeteil von Kronach im oberfränkischen Landkreis Kronach in Bayern, wurde 1763 errichtet. Das ehemalige Rathaus mit der Adresse Vogtendorf 3a ist ein geschütztes Baudenkmal. 
Der zweigeschossige Bau mit Fachwerkobergeschoss und Abwalmung hat einen verschieferter Dachreiter von 1770. 
Der sechseckige Dachreiter mit Uhr und Glocke wird von einer Haube mit einem Dachknauf bekrönt. 